# 高橋修 (作詞家)
高橋 修（たかはし おさむ）は、日本の作詞家、イラストレーター。1980年代を中心に活動し、ハルメンズやポータブル・ロック（野宮真貴）などの作詞を担当した。歌謡曲分野では、ムーンライダーズのかしぶち哲郎が楽曲提供・プロデュースした、岡田有希子への歌詞提供実績がある。
また「フォックス (FOX) 」の筆名で、ムーンライダーズの鈴木慶一が設立したレコードレーベル「水族館レーベル」のジャケットイラストも手掛けた。

## 作詞
楽曲提供先ミュージシャンごとに年代順。

### ハルメンズ
- アルバム『ハルメンズの近代体操』収録曲（1980年）
  - モーター・ハミング - 作曲：上野耕路・佐伯健三
  - レーダー・マン - 作曲：泉水敏郎

- アルバム『ハルメンズの20世紀』収録曲（1981年）
  - シングル・ハンド・ボーイ - 作曲：比賀江隆男
  - お散歩 - 作曲：比賀江隆男
  - ゴールデン・エイジ - 作曲：比賀江隆男

- カバーアルバム
  - 初音ミク『初音ミク sings ハルメンズ』（2010年10月20日）

「モーター・ハミング」「レーダー・マン」 「お散歩」の3曲をボカロカバー。

### 野宮真貴
- アルバム『ピンクの心』収録曲（1981年）
  - ウサギと私 - 作曲：鈴木慶一

- カバーアルバム
  - 初音ミク『初音ミク sings ニューウェイヴ』（2011年10月26日）

「ウサギと私」をボカロカバー。

### ポータブル・ロック
- アルバム『陽気な若き水族館員たち』収録曲（1983年）
  - グリーンブックス - 作曲：鈴木智文

ムーンライダーズの鈴木慶一が立ち上げたレコードレーベル「水族館レーベル」のオムニバス第1弾。
「水族館レーベル」のオムニバスでは、ジャケットイラストも担当した（後述）。

- アルバム『Q.T』収録曲
  - CINEMIC LOVE - 作曲：中原信雄
  - 夏の日々 - 作曲：鈴木智文

### ムーンライダーズ
- アルバム『WE WISH YOU A MERRY CHRISTMAS』収録曲（1983年）
  - 銀紙の星飾り - 作曲：鈴木慶一、編曲：ムーンライダーズ[2]

YENレーベルのクリスマス・オムニバスアルバム。

### 高橋幸宏
- アルバム『Once A Fool,...』収録曲（1985年）
  - Providence (素晴らしき幻想)  - 作曲：高橋幸宏

### 岡田有希子
- アルバム『十月の人魚』収録曲（1985年）
  - 花鳥図 - 作曲：財津和夫、編曲：松任谷正隆
  - 流星の高原 - 作曲・編曲：松任谷正隆
  - 十月の人魚 - 作曲・編曲：松任谷正隆

- アルバム『ヴィーナス誕生』収録曲（1986年）
  - 銀河のバカンス - 作曲：三井一正[注釈 1]、編曲：かしぶち哲郎
  - 水晶の家 - 作曲・編曲：かしぶち哲郎

### ヤプーズ
- アルバム『ヤプーズ計画』収録曲（1987年）
  - Daddy the Heaven - 作曲：比賀江隆男

「高橋修 (フォックス) 」名義。

## イラスト
- ジャケットイラスト
  - 水族館レーベル、オムニバス・アルバム - 「フォックス」名義
    - 第1弾『陽気な若き水族館員たち』1983年
    - 第2弾『陽気な若き博物館員たち』1984年